# Memorial Van Damme

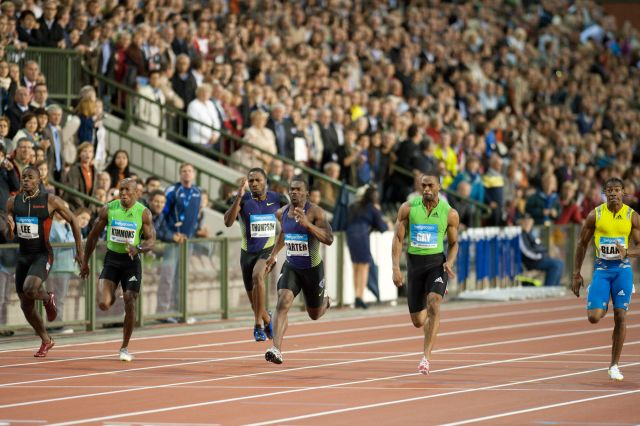
Memorial Van Damme 2010

Das Memorial Van Damme ist ein Leichtathletik-Meeting, das jährlich jeweils im August oder September im König-Baudouin-Stadion in Brüssel ausgetragen wird.
Zum ersten Mal wurde das Memorial im Jahr 1977 von einer Gruppe von Journalisten organisiert, zu Ehren von Ivo Van Damme, der ein Jahr zuvor bei einem Autounfall ums Leben kam. Das Meeting gehörte von 1993 bis 1997 zu den Golden Four. Danach war es Teil der Golden League und seit 2010 gehört es zur Diamond League.

## Weltrekorde

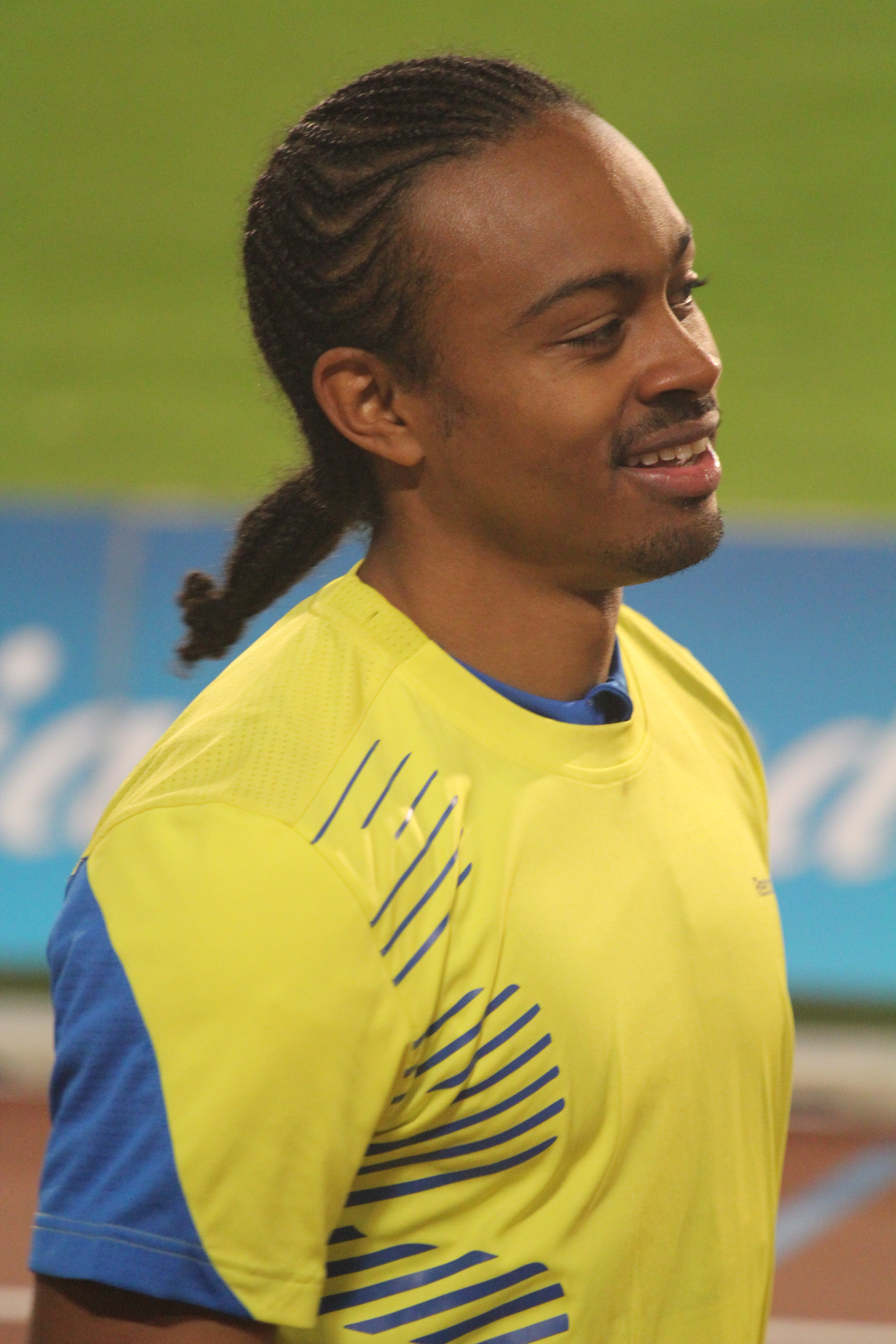
Aries Merritt nach seinem Weltrekord 2012

| Datum | Athlet                                                                              | Disziplin          | Leistung     |
| ----- | ----------------------------------------------------------------------------------- | ------------------ | ------------ |
| 1981  | Sebastian Coe                                                                       | 1 Meile            | 3:47,33 min  |
| 1995  | Daniel Komen                                                                        | 5000 m             | 13:07,38 min |
| 1995  | Maria de Lurdes Mutola                                                              | 1000 m             | 2:29,34 min  |
| 1996  | Salah Hissou                                                                        | 10.000 m           | 26:38,08 min |
| 1996  | Swetlana Masterkowa                                                                 | 1000 m             | 2:28,98 min  |
| 1997  | Daniel Komen                                                                        | 5000 m             | 12:39,74 min |
| 1997  | Paul Tergat                                                                         | 10.000 m           | 26:27,85 min |
| 2001  | Brahim Boulami                                                                      | 3000 m Hindernis   | 7:55,28 min  |
| 2004  | Saif Saaeed Shaheen                                                                 | 3000 m Hindernis   | 7:53,63 min  |
| 2004  | Jelena Issinbajewa                                                                  | Stabhochsprung     | 4,92 m       |
| 2005  | Kenenisa Bekele                                                                     | 10.000 m           | 26:17,53 min |
| 2006  | Joseph Mutua William Yiampoy Ismael Kombich Wilfred Bungei                          | 4 × 800 m Staffel  | 7:02,43 min  |
| 2009  | William Biwott Tanui Gideon Gathimba Geoffrey Kipkeoch Rono Augustine Kiprono Choge | 4 × 1500 m Staffel | 14:36,23 min |
| 2012  | Aries Merritt                                                                       | 110 m Hürden       | 12,80 s      |
| 2023  | Jakob Ingebrigtsen                                                                  | 2000 m             | 4:43,13 min  |